# Municipio de Center (condado de Mitchell)
El municipio de Center (en inglés: Center Township) es un municipio ubicado en el condado de Mitchell en el estado estadounidense de Kansas. En el año 2010 tenía una población de 39 habitantes y una densidad poblacional de 0,42 personas por km².

## Geografía
El municipio de Center se encuentra ubicado en las coordenadas 39°21′26″N 98°12′3″O / 39.35722, -98.20083. Según la Oficina del Censo de los Estados Unidos, el municipio tiene una superficie total de 92.91 km², de la cual 92,91 km² corresponden a tierra firme y (0 %) 0 km² es agua.

## Demografía
Según el censo de 2010, había 39 personas residiendo en el municipio de Center. La densidad de población era de 0,42 hab./km². De los 39 habitantes, el municipio de Center estaba compuesto por el 100 % blancos. Del total de la población el 0 % eran hispanos o latinos de cualquier raza.